# Triolena pileoides
Triolena pileoides là một loài thực vật có hoa trong họ Mua. Loài này được (Triana) Wurdack miêu tả khoa học đầu tiên năm 1976.